# Девід К. Вільямс
Девід К. Вільямс (англ. David C. Williams) — американський науковець-конституціоналіст, професор права Університету Індіани, засновник і очільник Центру конституційної демократії цього університету. 
Є одним з провідних американських конституціоналістів, який спеціалізується, зокрема, на конституційному дизайні та другій поправці до Конституції США (право на володіння та носіння зброї).

## До життєпису
Завершив з відзнакою Гарвардський університет. Був помічником судді Рут Бейдер Гінзбург та викладав право в юридичній школі Корнелльського університету. 
Від 1991 року викладає конституційне право та конституційний дизайн.
Візити в Україну
Професор Вільямс прилітав в Україну в жовтні 2018 з метою поділитися досвідом конституційного процесу в умовах збройного конфлікту. Частиною візиту була поїздка на схід України в зону проведення Операції об’єднаних сил.
Вдруге він відвідує Україну на запрошення Центру конституційного моделювання з 4 до 16 жовтня 2021.

## Праці
Окремі праці:
1. What’s So Bad About Burma’s 2008 Constitution? A Guide for the Perplexed, in LAW, SOCIETY, AND TRANSITION IN MYANMAR (ed. Melissa Crouch)(Hart Publishing 2017).
2. A Second Panglong Conference:  Burmese Federalism for the Twenty-First Century, in CONSTITUTIONALISM AND LEGAL CHANGE IN MYANMAR (ed. Andrew Harding) (Hart Publishing 2017).
3. The Fate of Armed Resistance Groups After Peace, 1 INDIANA JOURNAL OF CONSTITUTIONAL DESIGN 1 (2016).
4. Cracks in the Firmament of Burma’s Military Government: From Unity Through Coercion to Buying Support, 32 THIRD WORLD QUARTERLY, Issue 7 (2011) 1199.
5. Ethnicity, Elections, and Reform in Burma, GEORGETOWN J. INTL. RELS. (Winter/Spring 2010) 99.